# Egilsstaðir
Egilsstaðir és una vila de l'est d'Islàndia forma part del municipi de Fljótsdalshérað (de 2.257 habitants el 2011) que és la capital de la regió d'Austurland. Es troba a la riba del riu Lagarfljót.
Egilsstadir es troba a les coordenades geogràfiques de 65° 17′ N, 14° 23′ O / 65.283°N,14.383°O. És una ciutat recent que es va fundar l'any 1947. Rep el seu nom de la granja Egilsstaðir, és a prop del pont sobre el riu Lagarfljót on conflueixen les principals carreteres de la regió, Ruta 1 com també les principals carreteres cap als Eastfjords.
Egilsstaðir actualment és la ciutat més gran de l'est d'Islàndia i el principal centre de transport i administratiu de la zona. Compta amb l'aeroport d'Egilsstaðir, un college i un hospital. La ciutat va créixer de pressa durant el boom econòmic islandès de 2004-2008 associat amb el projecte de construcció de la planta hidroelèctrica de Kárahnjúkar i la planta de producció d'alumini de Reyðarfjörður. El creixement ha davallat des del col·lapse bancari del 2008.

## Història
La primera notícia escrita d'aquest lloc és del segle xvi com a lloc per una assemblea legislativa. El riu proper, l'Eyvindará, ja es menciona en la Saga dels Fills de Droplaug i en la Saga dels habitants de Fljótsdalur.
La urbanització d'Egilsstaðir arrenca de l'actuació del granger Jón Bergsson (1855–1923).

El 1947, Egilsstaðir va ser incorporada oficialment com a vila i jurisdicció rural Egilsstaðahreppur, amb les jurisdiccions veïnes de Vallahreppur i Eiðahreppur. Cap a l'any 1980 aquesta vila ja passava dels 1.000 habitants. El 1987 l'estatus de la ciutat va ser canviat al de (kaupstaður) i rebatejada com Egilsstaðabær, o sigui la ciutat d'Egilsstaðir.
El 17 de juny de 1998 Egilsstaðabær es va unir amb Vallahreppur, Skriðdalshreppur, Eiðahreppur i Hjaltastaðarhreppur sota el nom d'Austur-Hérað. I l'any 2004 es canvià a Fljótsdalshérað.

## Llocs d'interès
- Transmissor d'ona llarga d'Eiðar.
- Embassament de Kárahnjúkar.
- Hallormsstaðaskógur - el bosc més extens d'Islàndia.
- Hengifoss - una cascada a Fljótsdalur.
- Skriðuklaustur - la mansió de l'escriptor Gunnar Gunnarsson.
- Öxi - carretera de muntanya que uneix Egilsstaðir i Djúpivogur.

## Nascuts famosos
- Sveinn Birkir Björnsson - editor de Reykjavík Grapevine.
- Sigmar Vilhjálmsson - de la televisió islandesa.
- Hjálmar Jónsson - futbolista de l'equip nacional islandès.
- Vilhjálmur Einarsson, atleta de triple salt, medalla de plata als Jocs Olímpics de 1956.
- Magnús Ver Magnússon, quadre vegades campió de la competició L'home més fort del món (1991, 1994, 1995 i 1996).